# Ле-Салель (Ардеш)
Ле-Сале́ль (фр. Les Salelles, окс. Les Salelles) — коммуна во Франции, находится в регионе Рона — Альпы. Департамент коммуны — Ардеш. Входит в состав кантона Ле-Ван. Округ коммуны — Ларжантьер.
Код INSEE коммуны — 07305.

## Население
Население коммуны на 2008 год составляло 295 человек.
| 1962 | 1968 | 1975 | 1982 | 1990 | 1999 | 2008 |
| ---- | ---- | ---- | ---- | ---- | ---- | ---- |
| 175  | 192  | 186  | 181  | 173  | 213  | 295  |

## Экономика
В 2007 году среди 165 человек в трудоспособном возрасте (15—64 лет) 100 были экономически активными, 65 — неактивными (показатель активности — 60,6 %, в 1999 году было 65,3 %). Из 100 активных работали 88 человек (43 мужчины и 45 женщин), безработных было 12 (7 мужчин и 5 женщин). Среди 65 неактивных 14 человек были учениками или студентами, 23 — пенсионерами, 28 были неактивными по другим причинам.

## Достопримечательности
- Церковь Сен-Совёр-де-Салель (XV век), исторический памятник

## Фотогалерея

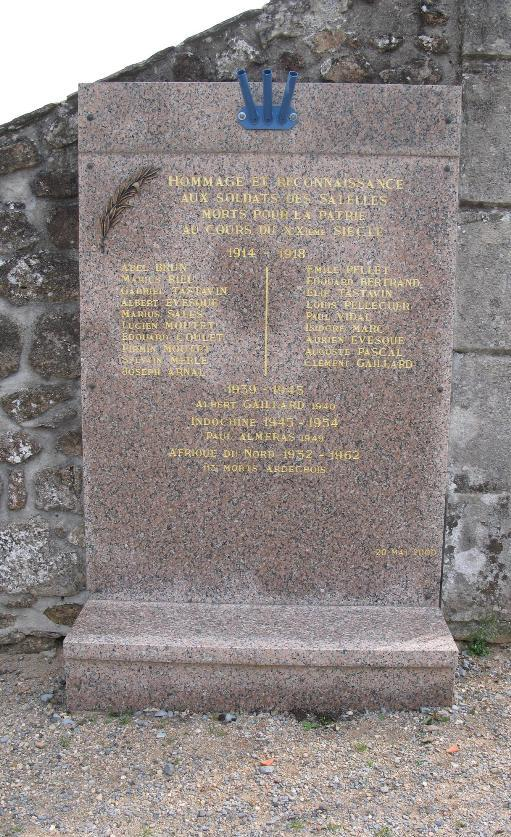
Памятник погибшим в Первой мировой войне
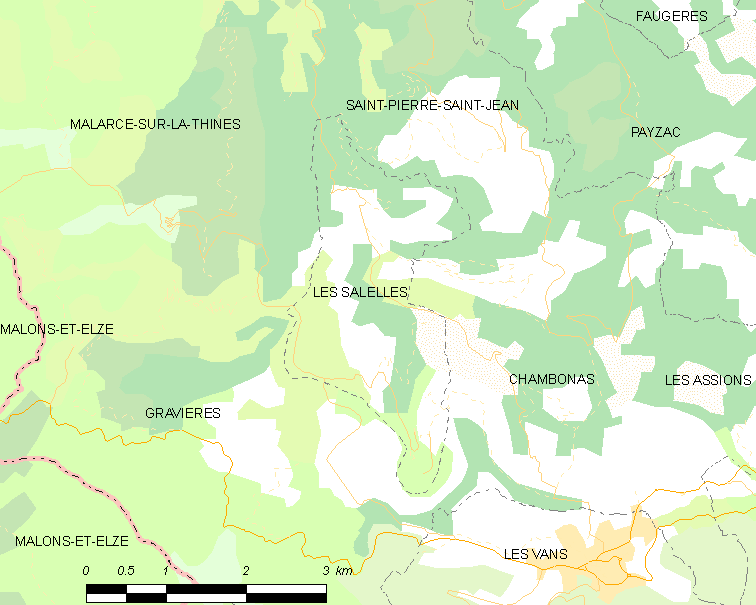
Карта коммуны